# Rue de la Madeleine (Bruxelles)
Pour les articles homonymes, voir Rue de la Madeleine.

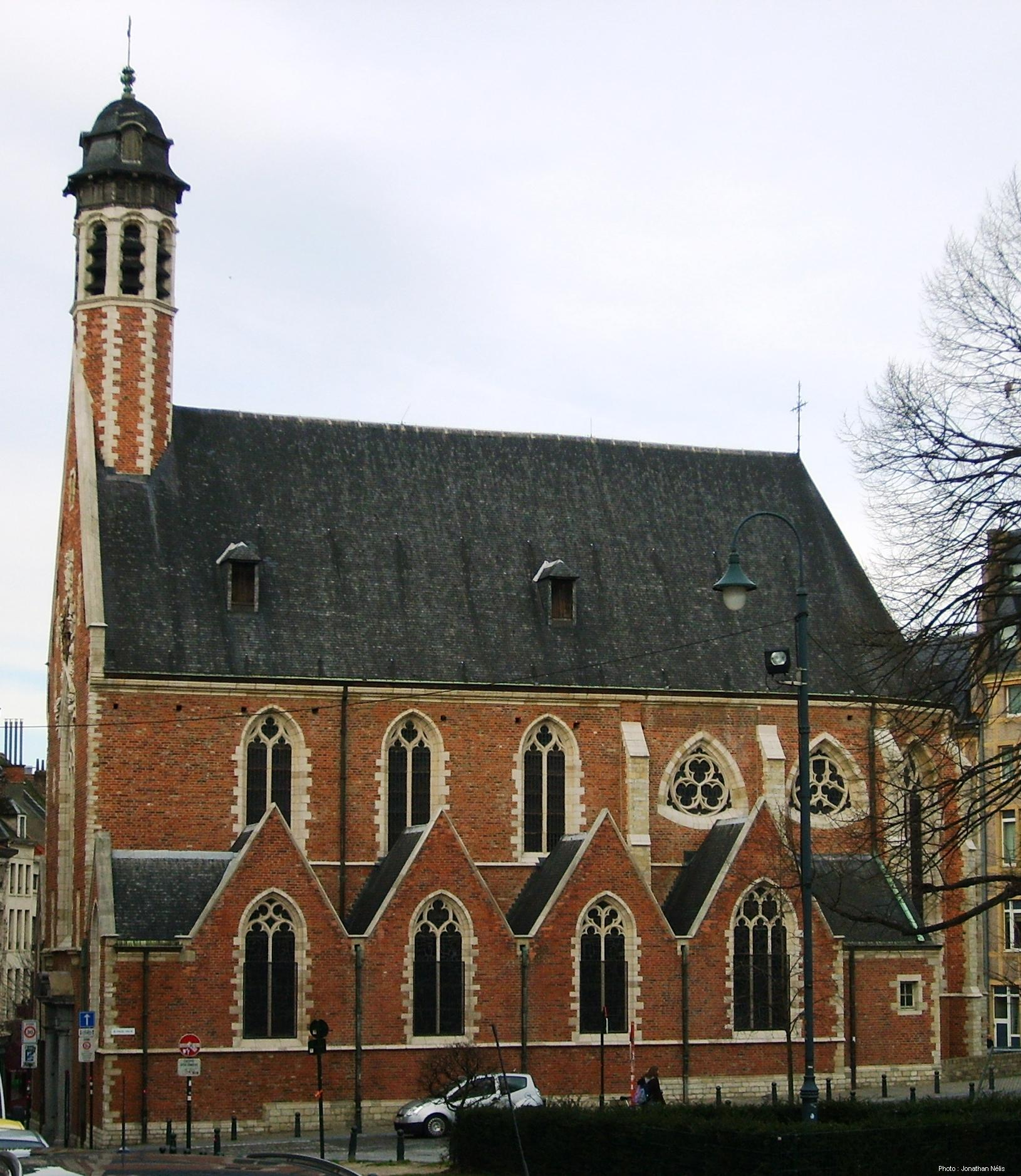
Église de la Madeleine, au 36, rue de la Madeleine à Bruxelles.

La rue de la Madeleine de Bruxelles relie la place de l'Albertine (au bas du Mont des Arts au carrefour de la place d'Espagne sise à deux pas de la Grand-Place). 
Cette rue présente plusieurs façades intéressantes dont le Magasin Marjolaine et la façade de la galerie Bortier, un passage couvert du début du XIXe siècle hébergeant de nombreux bouquinistes.
Autrefois le Musée du Livre était domicilié dans cette rue.
Rue très ancienne, des images représentent les maisons de Frédéric Faber, l'hôtel de Saxe-Teschen, les Messageries, la Librairie romantique, etc.

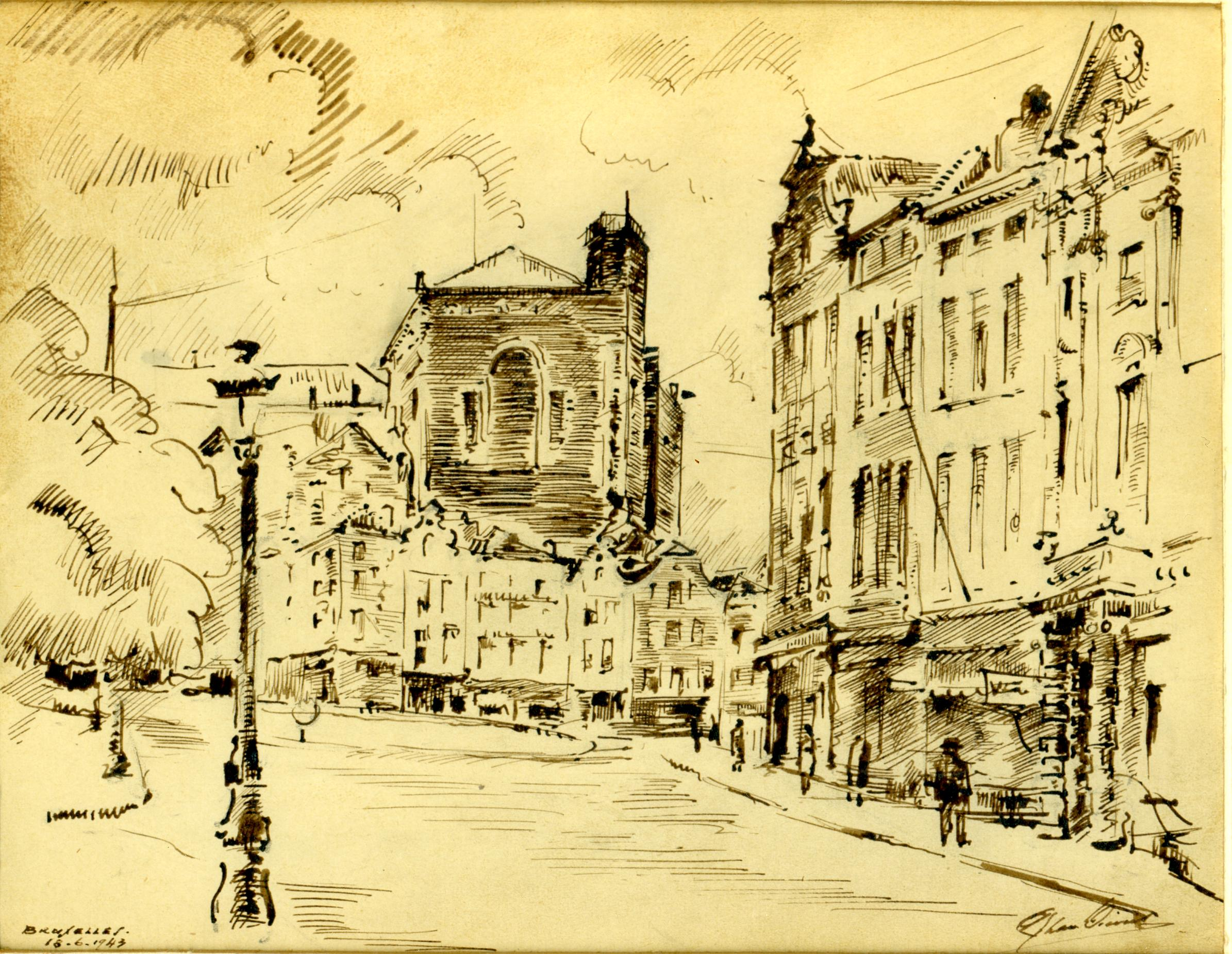
La rue de la Madeleine à Bruxelles, dessin de Léon van Dievoet, 1943.

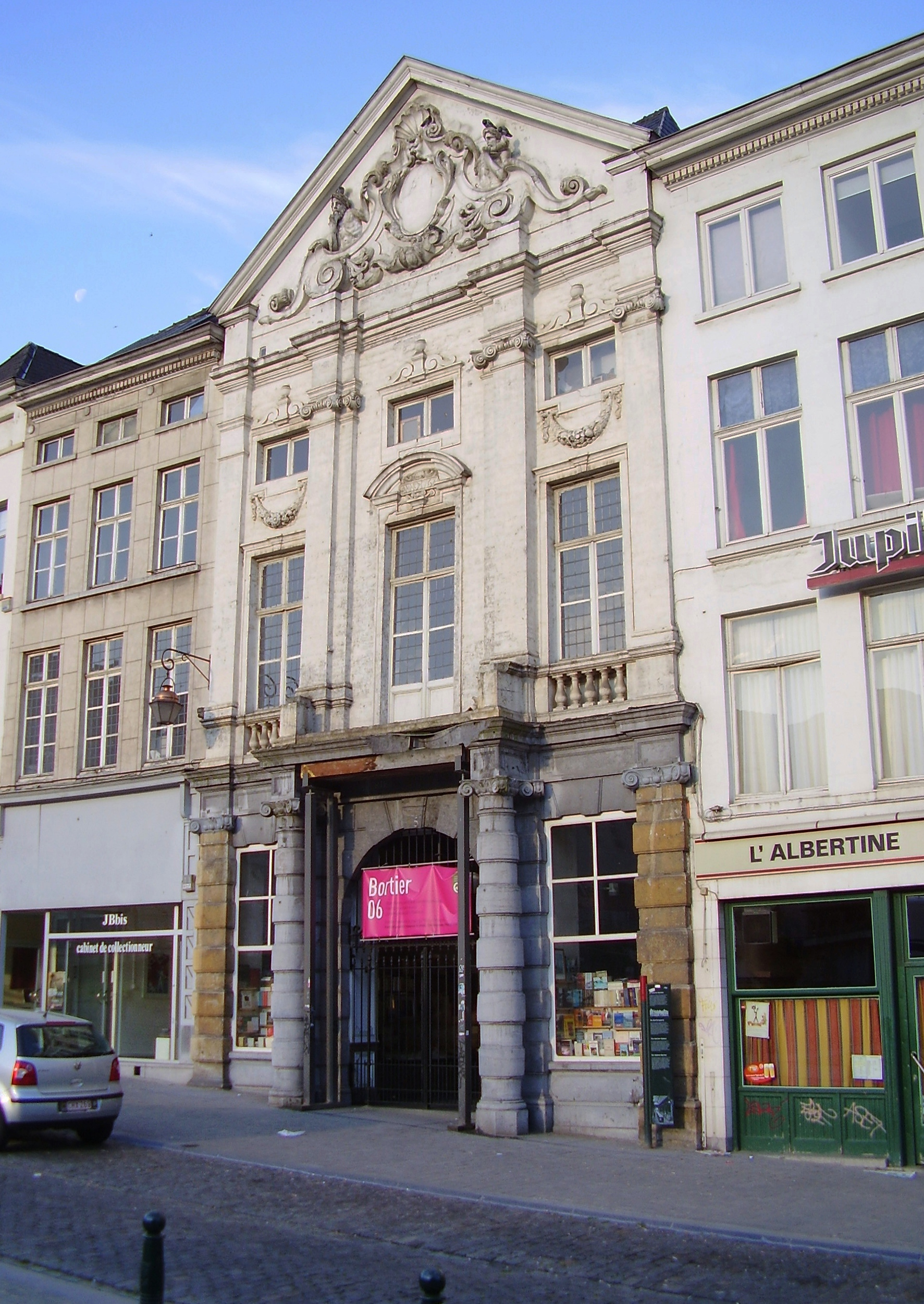
Rue de la Madeleine, façade de la maison "Den Gulden Fonteyn" ("La Fontaine d'Or") devenue au XIXe siècle la galerie Bortier.

## Maisons anciennes

### Côté gauche en montant
L'on trouvait les maisons suivantes avec leurs domonymes :
- n° 32, maison "De Wapen van Spanien"
- n° 34, maison "In Sinte Franciscus".

- petite rue de la Madeleine.
- n° 36, église de la Madeleine
- n° 38-40, en 1702, maison "In de Houte Poort[3]", naest de Magdalena kerke. Au XIXe siècle "H. Orgels. Porte de bois. Estaminet".
- n° 42
- n° 44
- n° 46
- n° 48, au XIXe siècle "N. De Damseaux, agent de change".
- n° 50, maison "In den Soeten Naem Jesus" (parcelle, 2,98 en 1767)
- n° 52, maison "De Gulde Handt" (parcelle 2, 99 en 1767)

- rue de la Casquette alias rue des Armuriers :
- n° 54, maison "Princesse van Condé" (parcelle 2, 100 en 1767).
- n° 56, maison "Den Coninck van Spanien". Au XIXe siècle magasin de la manufacture de porcelaines Vermeren-Coché (parcelle 2,101 en 1767).
- n° 58, maison "In het Gulde Caffoir" (parcelle 2,102 en 1767).

### Côté droit en montant

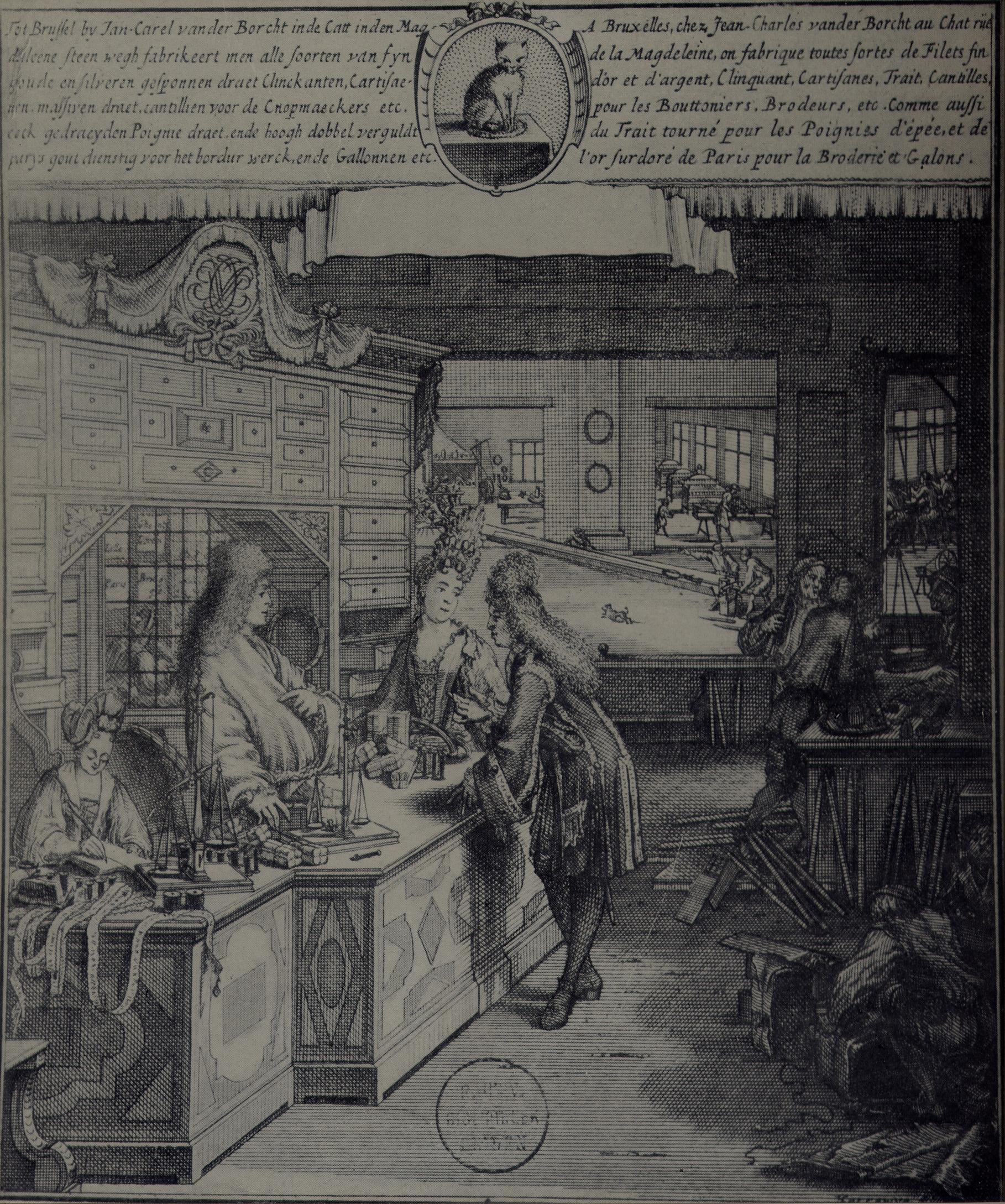
Manufacture de fils d'or et d'argent "Au Chat" (In de Kat), rue de la Madeleine, 59, de Jean-Charles Vander Borcht (1668-1735), tireur d'or et d'argent, conseiller et maître général des Monnaies, frère du poète néolatin Petrus Vander Borcht (gravure par Jacques Harrewyn, vers 1694).

- n° 7, Le magasin Marjolaine dont la devanture est de style Art nouveau, œuvre de l'architecte Léon Sneyers.
- n° 51, "Inde Gulde Roose", où habitait en 1702 Stéphane t'Kint, ancien bourgmestre des Nations.
- n° 53, la maison « Le Palais » ou « Int Palijs van Spanien ».
- n° 55, la maison « De Gulde Fonteyne » appartenant en 1702 à Jacques Mols, fabricant de savon et banquier. Jean-Baptiste Beydaels (1710-1768), marchand d'épices, thé, cacao, safran, muscade, poivre, cannelle, acheta cette maison le 27 avril 1763 aux consorts Casselot, Quinart et Baesen, héritiers de la famille Mols qui y avait exploité une savonnerie[4]. Elle était auparavant une hôtellerie. En 1597-1598, le recensement par le sieur de Chassey[5] en donne la description suivante : « L'hostillerie de la Fontaine d'Or, at escuirie pour trente chevaulx ». Cette maison est devenue au XIXe siècle la Galerie Bortier.
- n° 57, la maison « In Milaenen ». Cette maison « Milan », fut vendue le 17 novembre 1788 par la veuve de Gaspar de Villegas de Clercamp[6] (notaire Basserode) à Jeanne Francolet, veuve de Jean-Baptiste Beydaels.  En 1597-1598, elle figure sous le nom « Le Chasteau de Milan » dans le recensement de Chassey[7] : « Le Chasteau de Milan, à Adrien Knibber, at en bas boutticque, cuisine et chambrette et en hault trois chambres à feu et deux cabinetz ». Cette maison sera plus tard en 1830 habitée par le comte Libry-Bagnano qui y avait établi sa « Librairie polymathique »[8] et fut livrée au pillage lors de la révolution belge dans la nuit du 25 au 26 août 1830.
- n° 59, la maison « In de Cat », maison de Jean-Charles Vander Borcht, tireur d'or et d'argent, conseiller et maître général des Monnaies, frère du poète néolatin Petrus Vander Borcht.
- n° 61, Maison Venise.

## Illustrations

Magasin Marjolaine
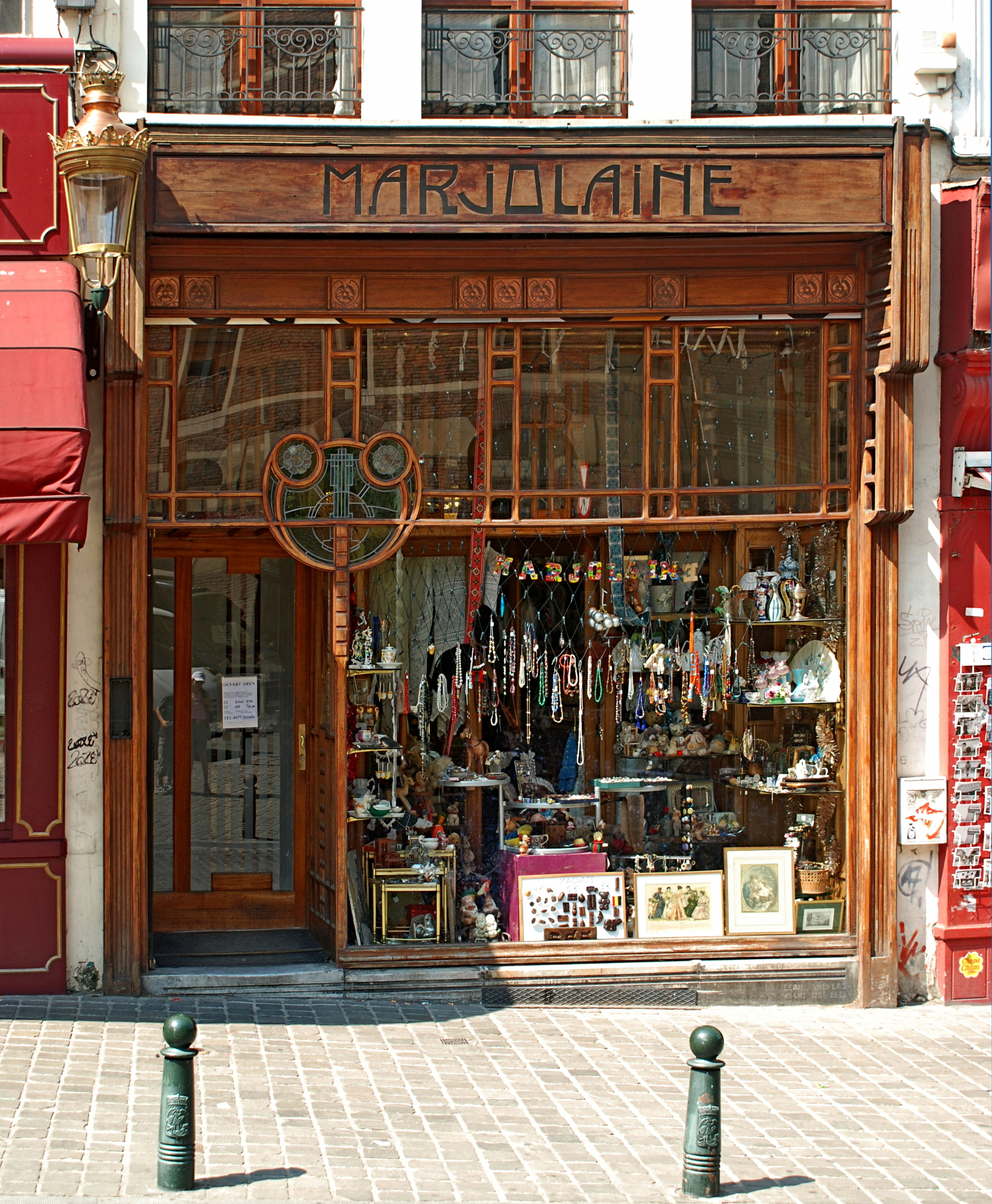
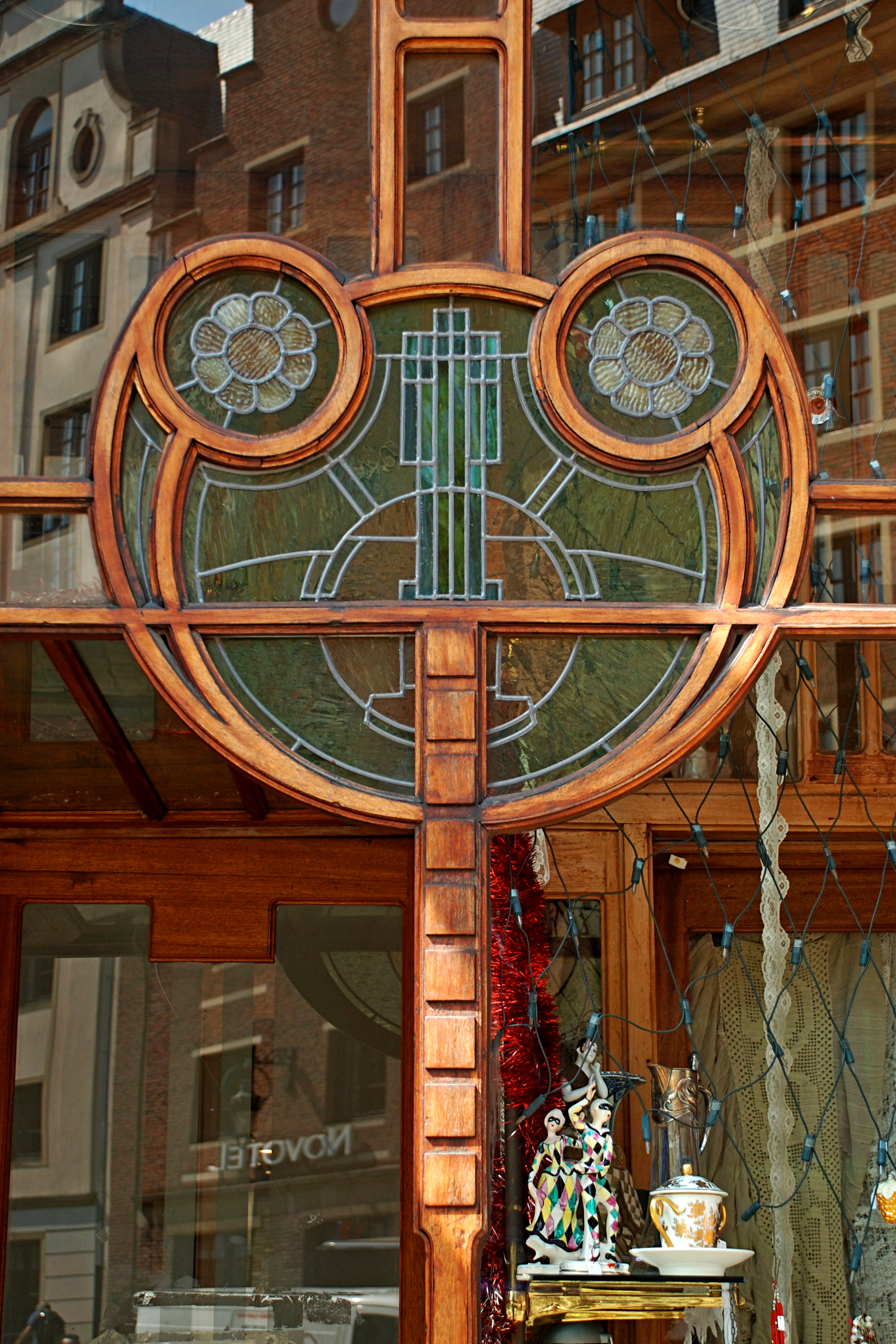
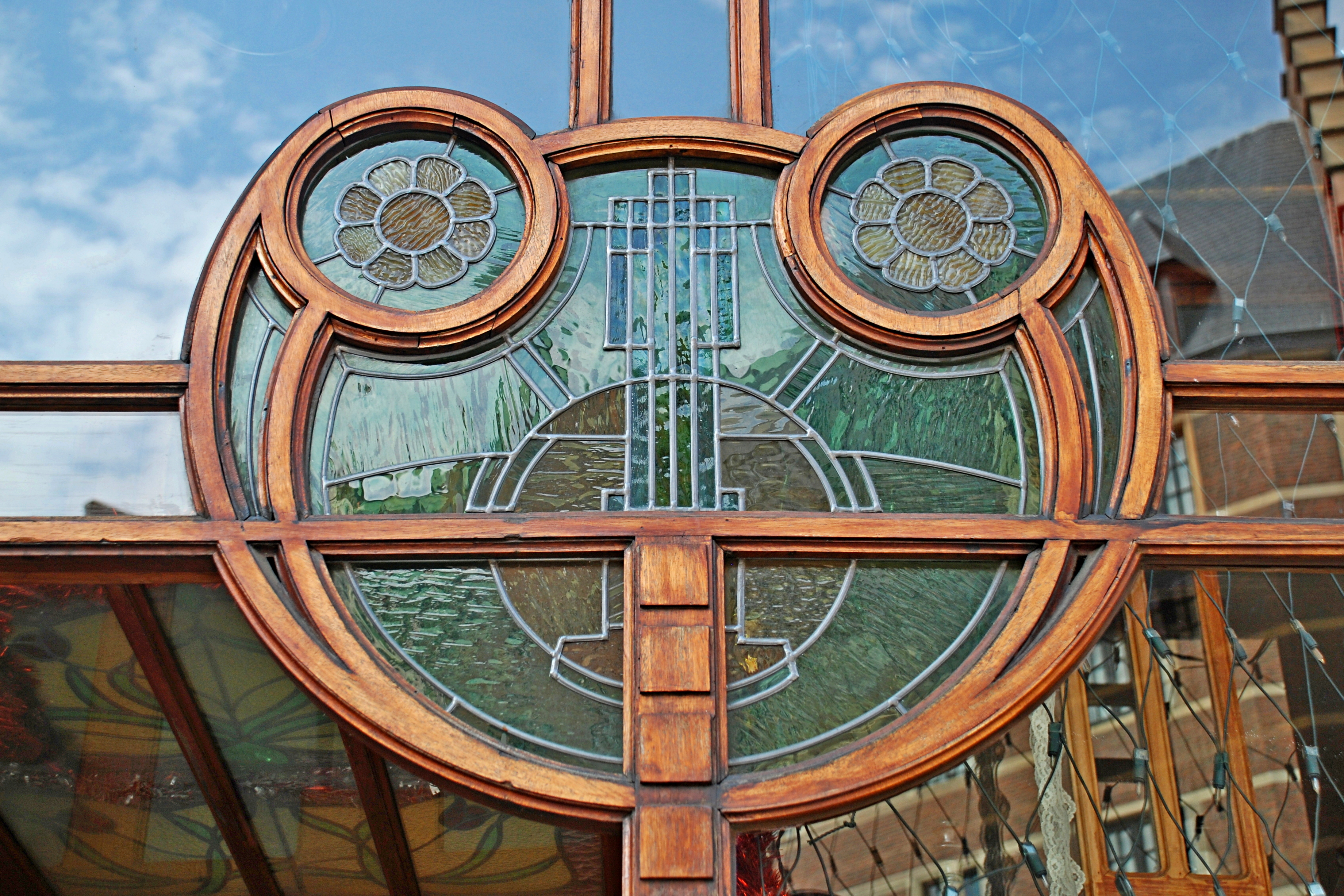